# Südseemyrte

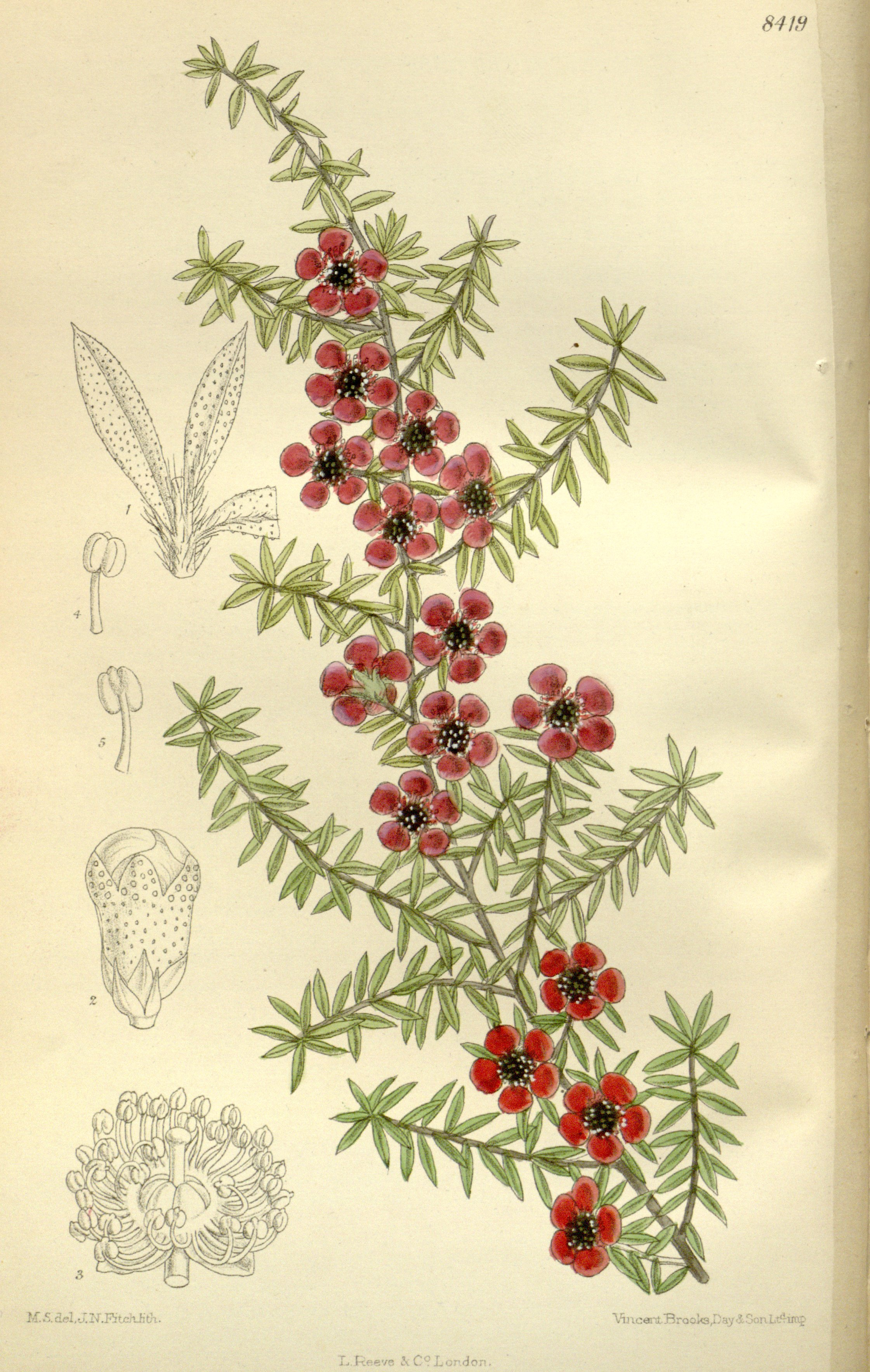
Illustration von Leptospermum scoparium

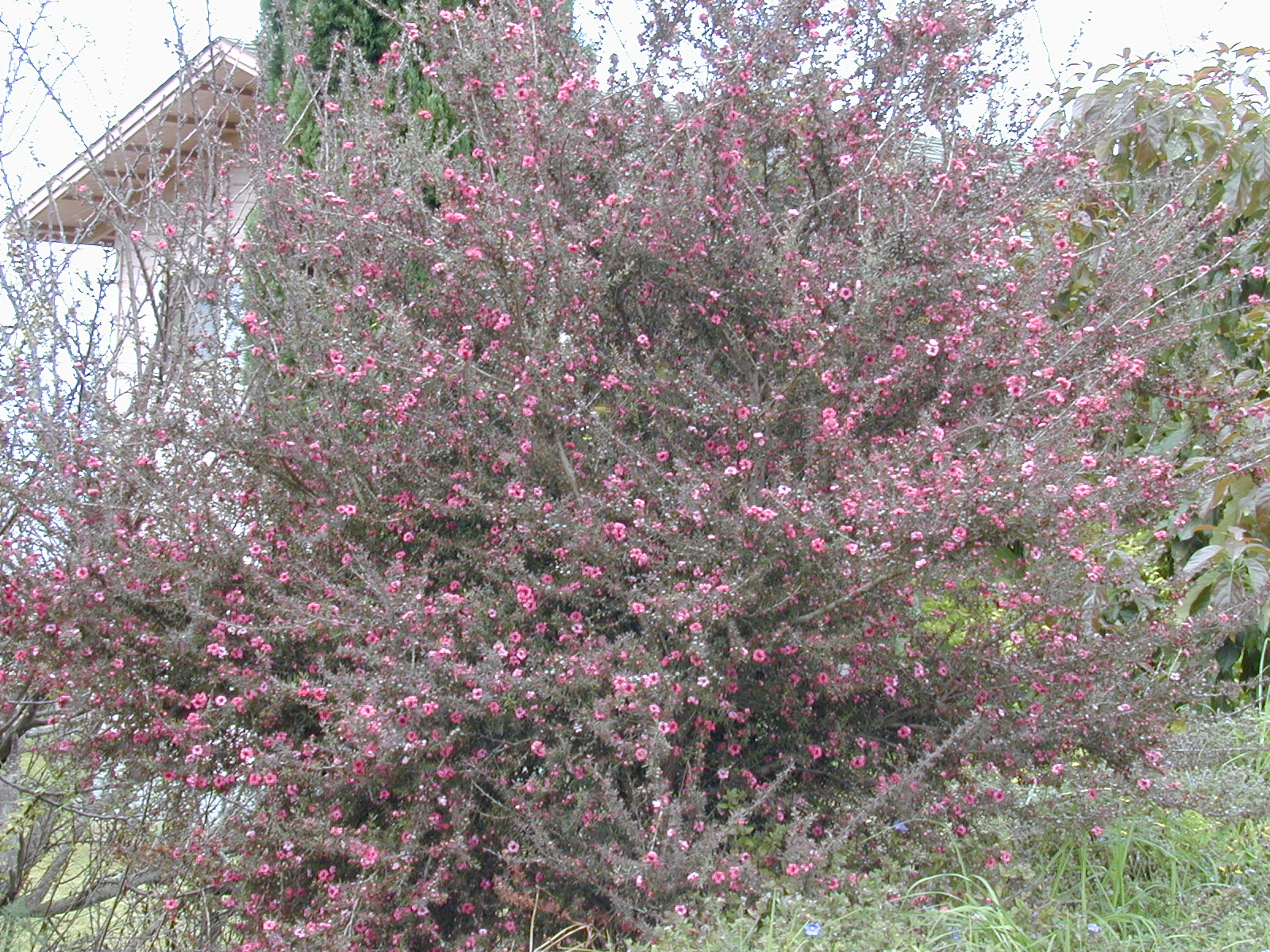
Leptospermum scoparium

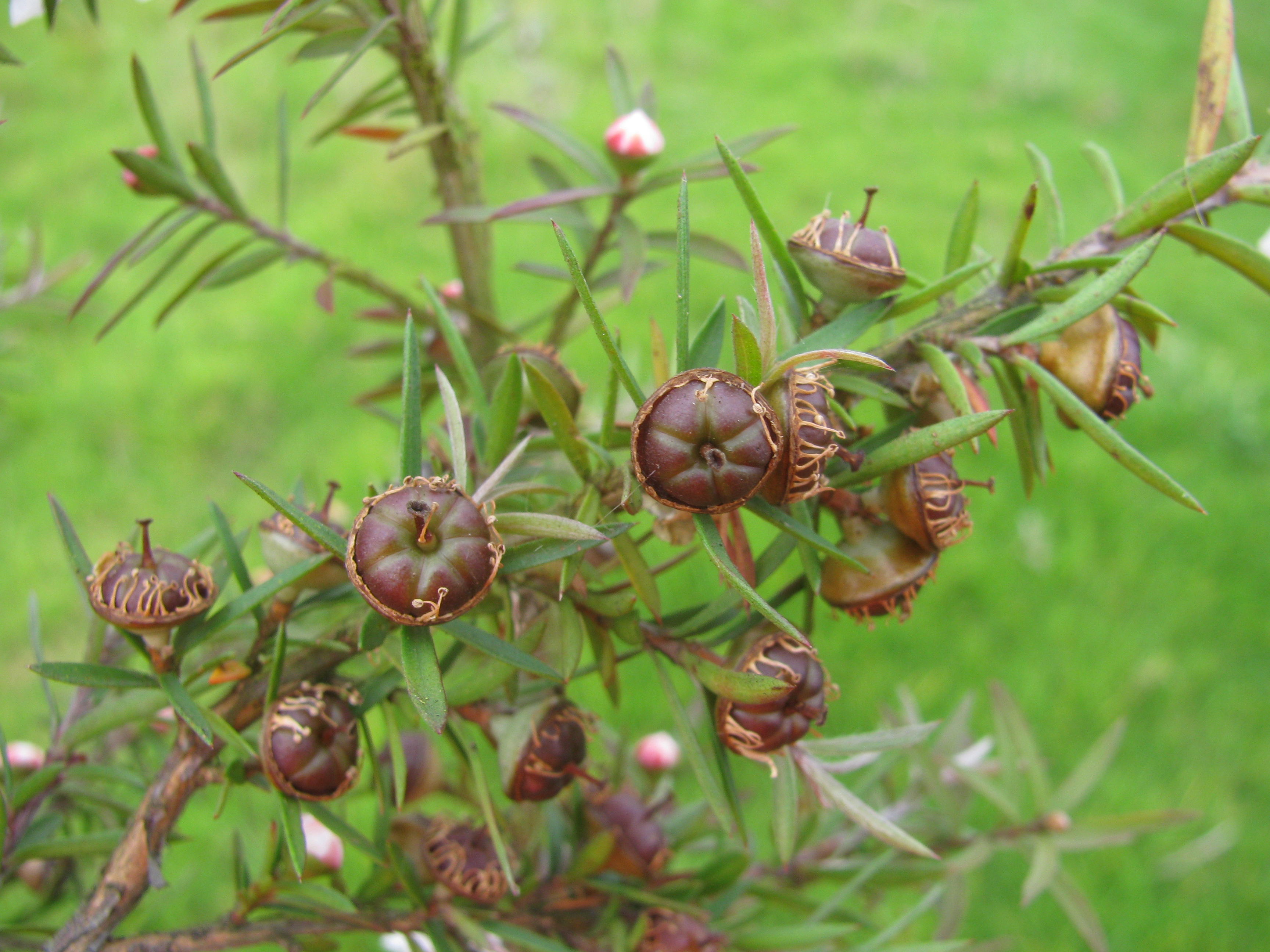
Früchte von Leptospermum scoparium

Die Südseemyrte (Leptospermum scoparium), auch Neuseelandmyrte oder Manuka (von  Māori: Mānuka) genannt, ist eine Pflanzenart in der Familie der Myrtengewächse (Myrtaceae). Sie ist in den bergigen Regionen Neuseelands und des südöstlichen Australiens (New South Wales) beheimatet. Aus ihr werden insbesondere Manukaöl und Manuka-Honig gewonnen.

## Beschreibung
Die immergrüne Südseemyrte wächst strauch- oder baumförmig bis 6–8 Meter Höhe. Die Zweige und jungen Blätter sind von silbrigen Haaren mehr oder weniger dicht umhüllt, bei den älteren Teilen löst sich die Borke in langen Streifen ab. Die wechselständigen bis wirteligen, fast sitzenden, steifen, ledrigen, spitzen bis zugespitzten, stachelspitzigen, aufgerichteten oder waagerecht abstehenden, ganzrandigen, aromatischen Laubblätter sind lanzettlich, elliptisch oder eiförmig, -lanzettlich bis verkehrt-eiförmig, -eilanzettlich, sie sind 4–12 (selten bis 22) mm lang und bis 4(6) mm breit. Sie besitzen durchsichtige Öldrüsen.
Die Südseemyrte ist meist andromonözisch, also mit zwittrigen und männlichen Blüten auf einem Exemplar. Die männlichen Blüten besitzen einen unfruchtbaren Pistillode. Selten sind die Pflanzen rein männlich. Die duftenden, meistens weißen oder auch rötlichen Blüten mit doppelter Blütenhülle stehen in der Regel einzeln in den Blattachseln, gelegentlich auch am Ende von Zweigen und sind kurz gestielt bis sitzend. Sie besitzen einen kleinen, breit kreiselförmigen, kahlen und leicht kantigen Blütenbecher mit dreieckigen, früh abfallenden, kleinen Kelchzipfeln. Die kurz genagelten, ausgebreiteten Kronblätter sind etwa rundlich, ca. 6 mm lang und weiß, selten rosa oder rötlich. Die kurzen Staubfäden der ungefähr 20–25, gruppierten Staubblätter sind deutlich dünner als der kurze, dickliche Griffel mit großer, kopfiger Narbe. Am Konnektiv der Antheren ist eine Drüse, ein Nektarium, vorhanden. Es ist jeweils ein Diskus vorhanden. Aus dem oberseits unbehaarten, unterständigen, mehrkammerigen Fruchtknoten entwickelt sich eine fünfkammerige, -teilige, holzige, kahle, halbkugelförmige und rötlich-braune, vielsamige Kapselfrucht mit anfangs Griffel- und Staubblattresten von 3–7 × 4–10 mm Größe, die über den Blütenbecher hinausragt. Die Kapseln bleiben ein Jahr lang oder länger stehen. Die feinen, länglichen und rötlich-braunen Samen sind 2–3 mm lang.
Die Chromosomenzahl beträgt 2n = 22.
Leptospermum scoparium und Kunzea ericoides (Kanuka) werden als äußerlich ähnliche Arten oft verwechselt. Die Blätter von Kunzea ericoides sind jedoch weich, die von Leptospermum scoparium stechen. Die Blüten, Kapseln und Samen der kleineren Leptospermum scoparium sind größer und die Kapseln bleiben ein Jahr stehen. Auch ist Kanuka sehr langlebig.

## Taxonomie/Systematik
Die Erstbeschreibung erfolgte durch Johann Reinhold und George Forster in Characteres Generum Plantarum 36, 1775. Es sind zahlreiche Synonyme bekannt.
Es werden auch einige Kultivare unterschieden.

## Verbreitung
Die Südseemyrte ist in Neuseeland und im südöstlichen Australien heimisch. In Neuseeland wächst sie vom Tiefland bis in subalpine Regionen in verschiedenen Lebensräumen, insbesondere offenen Hängen, Flussufern, Waldrändern und Gebüsch.
Wie alle Pflanzen der Familie der Myrtengewächse ist auch die Südseemyrte äußerst robust und benötigt für ihr Wachstum sehr wenig Nährstoffe. Allerdings ist trotz großer Widerstandskraft ein feuchter Boden wichtig für das Wachstum der Pflanze.

## Nutzung als Heilpflanze
In Europa wurde die Möglichkeit einer medizinischen Anwendung der Südseemyrte vom Botaniker Joseph Banks beobachtet, einem Mitglied der Expedition James Cooks. Er beobachtete, wie die Maori unterschiedliche Bestandteile der Südseemyrte verwandten, um damit Leiden wie z. B. Magen-Darm-Beschwerden, Erkrankungen der Blase, Erkältungen, Hautkrankheiten und sogar Wunden zu kurieren. Dazu bereiteten die Maori auch einen Sud zu, woraufhin die englische umgangssprachliche Bezeichnung Tea tree (deutsch Teebaum) entstand.

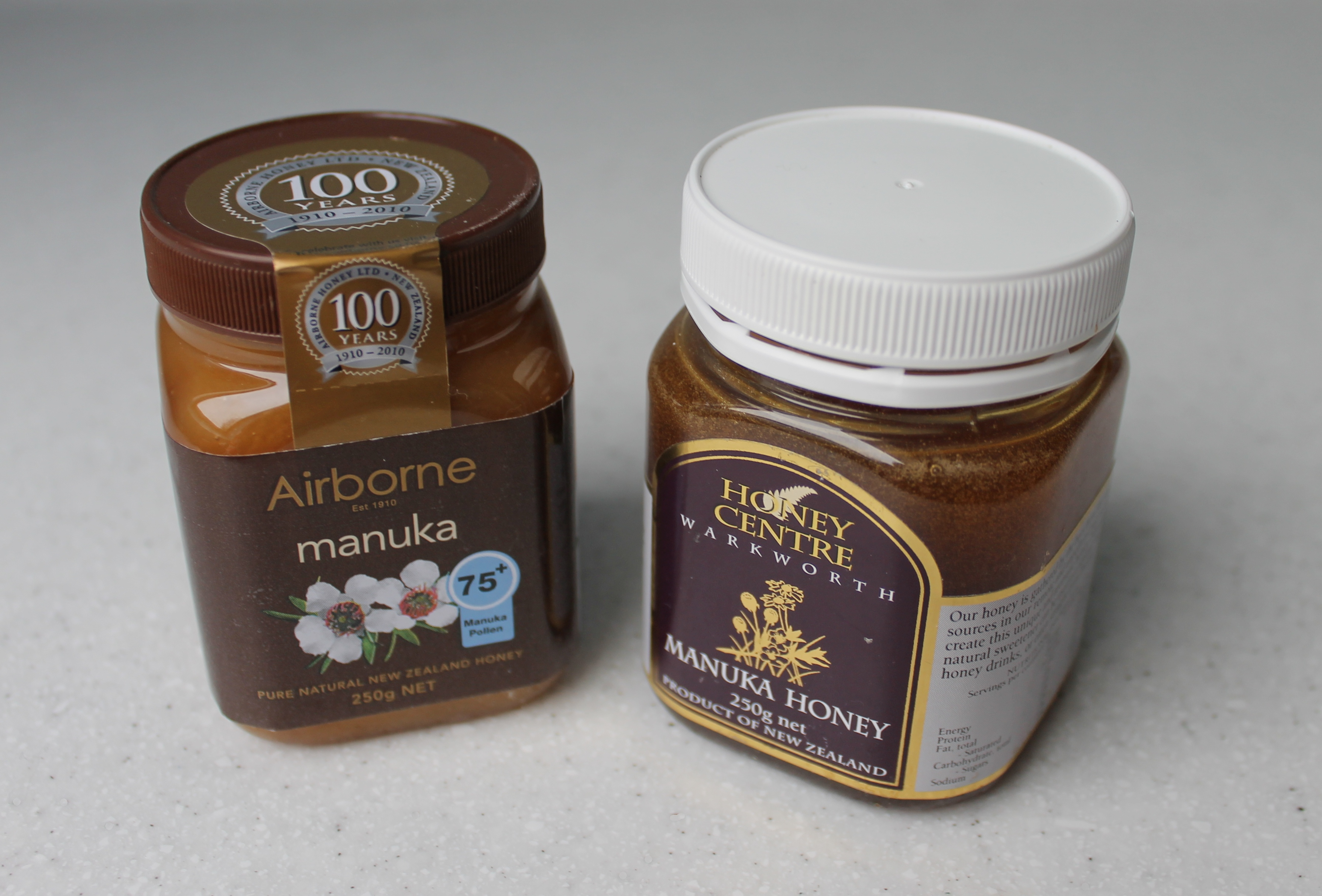
Manuka-Honig verschiedener Hersteller

Die Pflanze enthält ätherische Öle; Manukaöl, die antientzündlich und antibakteriell wirken. An ihr gesammelter Manuka-Honig hat in kleineren Studien Wirkungen gegen Helicobacter pylori, gegen chronische Wunden und Hautinfektionen gezeigt und wird als Heilmittel vermarktet. Besonders bakterizide Eigenschaften wurden gegen die Erreger Staphylococcus aureus und Escherichia coli festgestellt.
Die Südseemyrte wird auch als Ziergehölz verwendet, es sind verschiedene Kultivare erhältlich.